# France Volontaires
 (juillet 2024).
France Volontaires est un groupement d'intérêt public (GIP), plateforme de volontariat français dans d'autres pays afin de participer à la coopération au développement.

## Histoire
En réponse à la création aux États-Unis du Corps de la paix par John F. Kennedy et à l'initiative de son ministre de la Coopération Raymond Triboulet, le général de Gaulle décide en 1963 de fonder l'Association française des volontaires du progrès (AFVP) afin de permettre à de jeunes français de manifester leur solidarité à l'international.
En 2006, elle est devenue « opérateur du ministère des Affaires étrangères » pour tout ce qui concerne le Volontariat de Solidarité Internationale. À ce titre, l'État contribuait au cofinancement de l'AFVP à hauteur de 60 % du budget.
L'association se transforme le 1er octobre 2009 en France Volontaires au cours d'une cérémonie où sont présents François Fillon, Premier ministre, Martin Hirsch, haut-commissaire aux solidarités actives contre la pauvreté et à la jeunesse, Alain Joyandet, secrétaire d'État à la Coopération et à la Francophonie, Jacques Godfrain, ancien président de France Volontaires, ainsi que des responsables d'associations comme Roland Biache, Jean-Christophe Crespel, François Laballe.
Ce changement de nom marque aussi une volonté de se recentrer sur sa mission de communication et d'accompagnement des acteurs du volontariat au détriment de l'envoi de volontaires « maison », en devenant une plateforme d'associations d'envoi de volontaires. Avec 249 volontaires maison en 2011, France Volontaires s'est engagé dans son contrat d'objectifs et de moyens avec le ministère des Affaires étrangères à stabiliser les envois à 150 par an.
Se limitant à un champ d'action hors Union européenne, France Volontaires veut développer les Volontariats internationaux d'échange et de solidarité (VIES) qui se déclinent en trois familles : le Volontariat d'initiation et d'échange (Viech), qui concerne les personnes découvrant l'international par des chantiers de jeunes par exemple, le Volontariat d'échange et de compétences (VEC), réalisé par des professionnels souhaitant apporter un savoir-faire particulier, et le Volontariat de solidarité internationale (VSI), qui est le cœur de l'activité de l'association et qui donne un statut spécifié par la loi du 23 février 2005.
Par ailleurs, France Volontaires est membre fondateur de l'Agence du service civique, groupement d'intérêt public créé en mai 2010 afin de mettre en place le volontariat de service civique.
Depuis janvier 2023, l'organisation prend la forme d'un GIP et est présidée par Guillaume Légaut.

## Mission et organisation

### Du temps de l'AFVP
Son organisation est historiquement basée sur une délégation générale en France s'occupant du recrutement des volontaires et de leur formation durant deux semaines, de Représentations régionales gérant le travail de l'AFVP (montage de partenariats notamment) dans un ensemble de pays (généralement 6 ou 7), de représentations nationales en appui et encadrement des volontaires sur le terrain. Après une profonde restructuration démarrée en 2004, l'AFVP a été amenée à confier le suivi et l'encadrement des VP à des structures autonomes locales, souvent composées d'anciens salariés de l'AFVP.

### France Volontaires
France Volontaires est la plateforme française des V.I.E.S, elle réunit l'État, des collectivités territoriales et des associations.
Opérateur du ministère de l'Europe et des Affaires étrangères, France Volontaires agit pour faire connaître les différentes formes de volontariat, orienter les candidats vers les missions qui conviennent à leurs désirs et à leurs expériences, développer en quantité et en qualité les V.I.E.S., accompagner les structures d'accueil des volontaires et participer au renforcement des politiques publiques françaises.

#### Présence dans le monde
En France, le siège de France Volontaires est situé à Ivry-sur-Seine en région parisienne et il existe des antennes à Lille, Nantes, Marseille, ainsi que 2 antennes à la Réunion et en Nouvelle-Calédonie.
France Volontaires est présente en Afrique, en Amérique latine et aux Caraïbes, et en Asie, avec son réseau d'Espaces Volontariats dans une vingtaine de pays. Les Espaces Volontariats sont des centres de ressources : ils informent, orientent, accompagnent et mettent en réseau les acteurs du volontariat international : candidats au volontariat, volontaires et bénévoles, structures d'accueil et d'envoi, pouvoirs publics...

## Volontariats internationaux d'échange et de solidarité (V.I.E.S)
En France, les formes de volontariats de solidarité, œuvrant à l'international, sont classées en trois familles :

### Volontariat de coopération
- Le dispositif VSI : Volontariat de Solidarité Internationale, géré par le Fonjep.

### Volontariat d’Initiation et d’Échange
- Le dispositif Service civique, élargi à l’international
- Le dispositif JSI-VVVSI, géré par le Fonjep
- Les chantiers

### Volontariat d’Échange et de Compétence
- Le dispositif CSI : Congé de solidarité internationale
- Le Congé solidaire, marque déposée par Planète Urgence et uniquement utilisée par celle-ci
- Le Congé de Solidarité, portée par France Volontaires et d’autres organisations
- Les missions pour les séniors, portées par AGIRabcd et le GREF

En 2017, le ministère de l'Europe et des Affaires étrangères compte 7861 volontaires internationaux d'échange et de solidarité (V.I.E.S) dont :
- 1926 VSI
- 1161 JSI-VVVSI
- 1547 Service civique à l'international
- 579 Volontariats d'échange et de compétence

## Autres volontariats

### Autres volontariats de solidarité
Les volontaires français peuvent bénéficier par ailleurs de dispositifs européens ou internationaux, pour réaliser une mission de solidarité internationale :
- Le dispositif SVE : Service volontaire européen, géré par l'INJEP, dans le cadre d'Erasmus +, devenu Corps Européen de Solidarité[7].
- Le dispositif VNU : Volontariat des Nations unies, géré par les Nations unies
- Le dispositif VIF : Volontariat international de la Francophonie, géré par l'Organisation internationale de la francophonie
- Des programmes de volontariats nationaux autres

### Autres volontariats internationaux
En France, il existe deux autres dispositifs pour réaliser une mission de volontariat à l'international, mais cela n'est pas dans le champ de la solidarité :
- Le dispositif VIA : Volontariat International en Administration
- Le dispositif VIE : Volontariat International en Entreprise

## Les membres de France Volontaires

### Collège des ministères et organismes publics/Membre de droit
- Ministère des Affaires étrangères
- Ministère de l'Agriculture
- Ministère de l'Éducation nationale
- Secrétariat d'État à la Jeunesse et à la Vie associative
- Agence française de développement

### Collège des collectivités territoriales et de leurs organisations représentatives
- Cités Unies France (CUF)
- Centre-Val de Loire
- Conseil régional de La Réunion
- Conseil général de l'Eure
- Conseil général du Finistère
- Saint-Dié-des-Vosges
- Ville de La Possession

### Collège des personnalités qualifiées
- M. Guillaume Légaut, directeur général de l'Union nationale des centres sportifs de plein air (UCPA)
- Mme Anne Le Naëlou, directrice de l'Institut d'études du développement de la Sorbonne (IEDES)
- M. Daniel Verger, président du Comité de liaison des organisations non-gouvernementales de volontariat (CLONG-Volontariat)
- Mme Alexandra Thieyre, déléguée générale adjointe du Comité pour les relations nationales et internationales des associations de jeunesse et d'éducation populaire (CNAJEP)[8]

### Collège des associations et fondations - membres fondateurs
- Action contre la faim (ACF)
- Agriculteurs Français et Développement International (AFDI)
- Alliance Nationale des UCJG-YMCA
- Association Générale d'Intervenants Retraités (AGIR abcd)
- ASMAE - Association Sœur Emmanuelle
- Aide à toute détresse quart monde
- Bioforce
- Coopération et Formation au Développement (CEFODE)
- Centre d'entraînement aux méthodes d'éducation active
- Clair Logis International
- Cotravaux (Coordination pour le travail volontaire des jeunes)
- Service protestant de Mission (Defap)
- Délégation catholique pour la coopération
- Éclaireuses éclaireurs de France
- Éclaireuses et Éclaireurs unionistes de France
- Fédération Léo-Lagrange (FLL)
- Fidesco (Organisation catholique de solidarité internationale)
- Fondation d'Auteuil
- Forum des Jeunes Identités Multiples (FOJIM)
- Fédération nationale des Francas
- Groupement des retraités Éducateurs sans Frontières (devenu le Groupement d'Éducateurs sans Frontières ou GREF)
- La Guilde
- Handicap International
- Institut de formation et d'appui aux initiatives de développement (IFAID)
- Ligue de l'enseignement
- Ligue française pour la défense des droits de l'homme et du citoyen
- Médecins du monde
- Service de coopération et de développement
- Scouts et Guides de France

### Collège des associations et fondations - membres
- Comité catholique contre la faim et pour le développement
- Fondacio
- GRET
- Ritimo
- Solidarité Laïque